# Македонская диаспора
Македо́нская диа́спора (макед. Македонска дијаспора) насчитывает 400—500 тыс. человек (30—40 % общей численности македонцев).
Следует различать диаспору славян македонцев, происходящих главным образом из современного славяно-албаноязычного государства Северная Македония, от многочисленной диаспоры греков-македонян, происходящих главным образом из исторической провинции Греции Македония.

## Численность Македонской диаспоры (по убыванию)
- Австралия: 83 987 (2001 г.) (австралийцев македонского происхождения — 100 000—120 000)
- Германия: 61 105 (2004 г.) (граждане Северной Македонии)
- Италия: 58 460 (2004 г.) (граждане Северной Македонии)
- США: 42 812 (2002 г.)
- Канада: 31 265 (2002 г.) (канадцев македонского происхождения — 100 000—150 000)
- Сербия: 25 847 (2002 г.)
- Швейцария: 6 415 (2000 г.)
- Австрия: 5 145 (2001 г.)
- Хорватия: 4 270 (2001 г.)
- Словения: 3 972 (2002 г.)
- Франция: 2 300 (2003 г.)
- Босния и Герцеговина: 2 278 (2005 г.)
- Россия: 1 000 (см. Македонцы в России)
- Румыния: 731 (2002 г.)

## Географическая Македония
- Греция (Историческая провинция Македония):
- Болгария (Благоевградская область): свыше 200 000 человек македонского происхождения, которые сохранили своё болгарское самосознание. По данным переписи 2011 года только 1 604 гражданин Болгарии записал себя македонцем как отдельным этносом.